# Jonê
| Tibetische Bezeichnung                  |
| --------------------------------------- |
| Tibetische Schrift: ཅོ་ནེ་རྫོང་             |
| Wylie-Transliteration: co ne rdzong     |
| Offizielle Transkription der VRCh: Jonê |
| THDL-Transkription: Choné               |
| Andere Schreibweisen: Chone             |
| Chinesische Bezeichnung                 |
| Vereinfacht: 卓尼县                     |
| Pinyin:Zhuóní Xiàn                      |

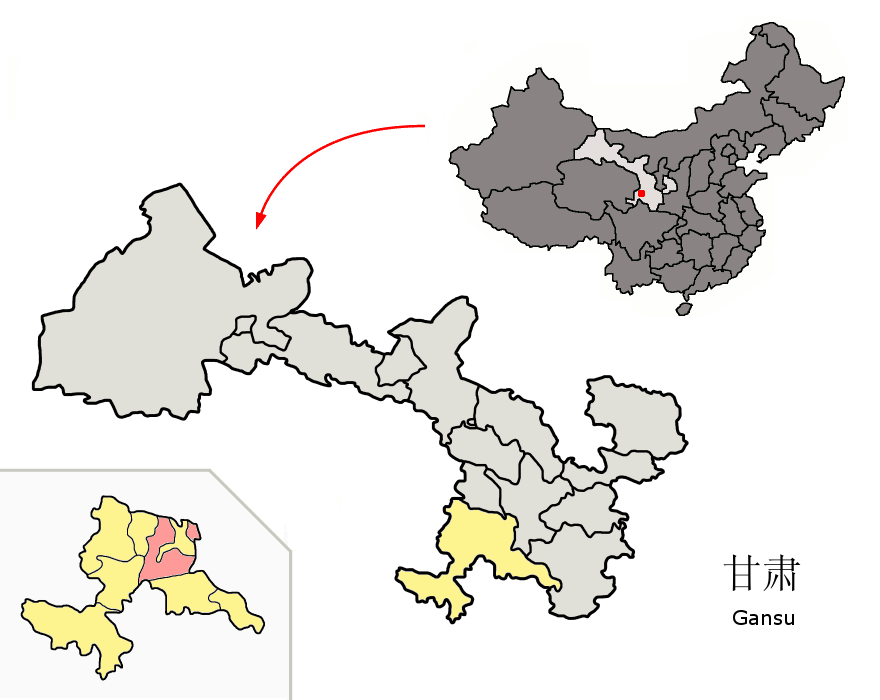
Lage des Kreises Jonê (rosa) in der bezirksfreien Stadt Gannan (gelb)

Jonê (tib. Chone auch  Cone, Choni; chin. Zhuoni) ist ein Kreis des Autonomen Bezirks Gannan der Tibeter im Südwesten der chinesischen Provinz Gansu. Er hat eine Fläche von 5.318 km² und zählt 106.600 Einwohner (Stand: Ende 2018). Sein Hauptort ist die Großgemeinde Liulin (柳林镇).

## Administrative Gliederung
Auf Gemeindeebene setzt sich der Kreis aus einer Großgemeinde und sechzehn Gemeinden (davon eine Nationalitätengemeinde der Tu/Monguor) zusammen. Diese sind (Pinyin/chin.):
- Großgemeinde Liulin 柳林镇

- Gemeinde Nalang 纳浪乡
- Gemeinde Mu’er 木耳乡
- Gemeinde Daqi 大族乡
- Gemeinde Lache 卡车乡
- Gemeinde Zhagulu 扎古录乡
- Gemeinde Daogao 刀告乡
- Gemeinde Niba 尼巴乡
- Gemeinde Wanmao 完冒乡
- Gemeinde Azitan 阿子滩乡
- Gemeinde Shencang 申藏乡
- Gemeinde Qiagai 恰盖乡
- Gemeinde Kangduo 康多乡
- Gemeinde Shaowa der Tu 勺哇土族乡
- Gemeinde Taoyan 洮砚乡
- Gemeinde Bolin 柏林乡
- Gemeinde Cangbaqi 藏巴畦乡

## Ethnische Gliederung der Bevölkerung (2000)
Beim Zensus im Jahr 2000 hatte Jonê 95.659 Einwohner.
| Name des Volkes | Einwohner | Anteil  |
| --------------- | --------- | ------- |
| Tibeter         | 64.363    | 67,28 % |
| Han             | 29.706    | 31,05 % |
| Hui             | 889       | 0,93 %  |
| Tu              | 615       | 0,64 %  |
| Mongolen        | 23        | 0,02 %  |
| Uiguren         | 19        | 0,02 %  |
| Manju           | 13        | 0,01 %  |
| Zhuang          | 7         | 0,01 %  |
| Yi              | 6         | 0,01 %  |
| Sonstige        | 18        | 0,02 %  |